# Aszur-dugul

Aszur-dugul, syn nikogo, bez prawa do tronu, panował 6 lat. Za czasów Aszur-dugula, syna nikogo, Aszur-apla-idi, Nasir-Sin, Sin-namir, Ipqi-Isztar, Adad-salulu (i) Adasi, sześciu królów, synów nikogo, panowało na początku jego krótkich rządów

Aszur-dugul (akad. Aššur-dugul, w transliteracji z pisma klinowego zapisywane maš-šur-du-gul, tłum. „Spójrz na Aszura!”) – wczesny, słabo znany król Asyrii (koniec XVIII w. p.n.e.), samozwaniec, znany jedynie ze wzmianki w Asyryjskiej liście królów. Jego rządy przypadają na okres wielkiego zamętu i chaosu w historii Asyrii wywołanego upadkiem amoryckiej dynastii założonej przez Szamszi-Adada I (1814-1782 p.n.e.).
Asyryjska lista królów czyni z Aszur-dugula następcę Iszme-Dagana I (1781-1741? p.n.e.), syna Szamszi-Adada I i przypisuje mu sześcioletni okres sprawowania rządów. Podkreśla ona również jego brak związku z dotychczasową dynastią rządzącą nazywając go „synem nikogo, bez prawa do tronu” (dumu la ma-ma-na la en gišgu.za). Wiadomo też, iż po wstąpieniu na tron musiał walczyć z sześcioma innymi pretendentami do tronu, również nazywanymi „synami nikogo”. Jak dotychczas nie odnaleziono żadnych należących do niego inskrypcji. 